# Bataille de Fort Stephenson
Guerre anglo-américaine de 1812
Batailles
- Bataille de l'île Mackinac (1812)
- Bataille de Fort Dearborn
- Bataille de Détroit
- Campagne du Niagara
- Bataille du moulin de Lacolle (1812)

- Bataille de Frenchtown
- Combat de la Shannon et de la Chesapeake
- Bataille de York
- Bataille de la rivière Thames
- Guerre Creek
- Bataille de la Châteauguay
- Bataille de la ferme Crysler

- Bataille de l'île Mackinac (1814)
- Incendie de Washington
- Bataille de Prairie du Chien
- Bataille de Baltimore

- Bataille de La Nouvelle-Orléans

La bataille de Fort Stephenson est une bataille de la guerre anglo-américaine de 1812 qui a eu lieu le 2 août 1813. Elle a été remportée par les Américains.

## Contexte
Après avoir perdu contre les forces américaines lors du siège de Fort Meigs, les Britanniques sous le commandement d'Henry Procter se sont retirés. Procter a de nouveau tenté de prendre Fort Meigs en juillet en organisant un simulacre de bataille pour attirer les défenseurs du fort. Le stratagème a échoué, et Procter a abandonné l'idée de prendre le fort. Les Amérindiens et les Britanniques se sont déplacés pour capturer une base d'approvisionnement américaine sur la rivière Sandusky gardée par le Fort Stephenson. Le fort était commandé par le major George Croghan avec une garnison de 160 réguliers américains (17e régiment d'infanterie américain plus tard consolidée par le 3e régiment d'infanterie) sous son commandement. William Henry Harrison, le commandant américain de la Frontière du Nord-Ouest, a surestimé la force de Procter et a ordonné à Croghan de détruire le fort et de se retirer. Croghan a insisté sur le fait qu'il pouvait tenir le fort et est resté. Harrison a accepté de laisser Croghan rester, mais craignant le pire, il a déplacé toutes les forces disponibles à une quinzaine de kilomètres de Fort Stephenson.

## Bataille

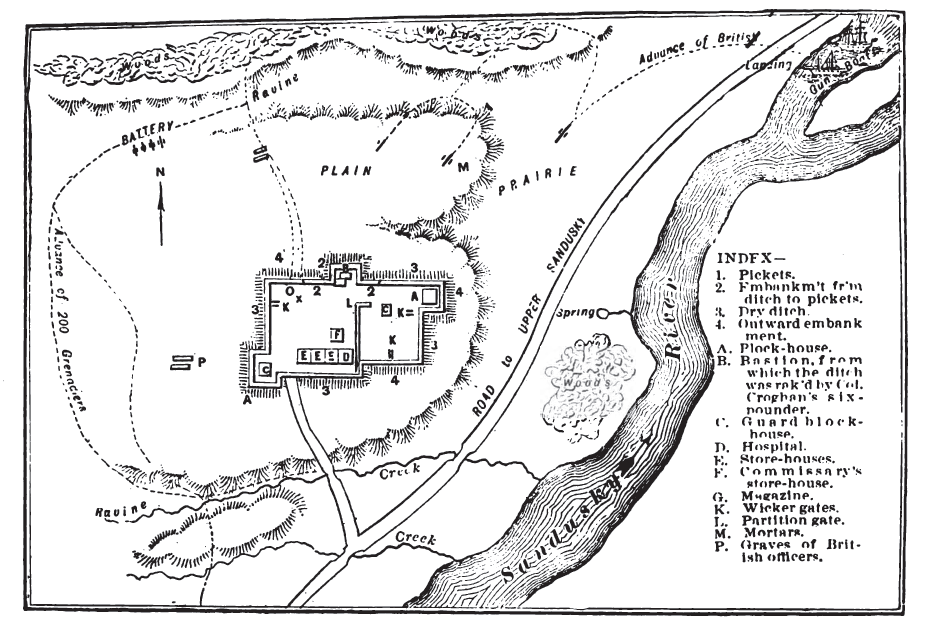
Bataille dépeinte dans les livres d'histoire.

S'attendant à ce qu'Harrison se déplace pour aider Fort Stephenson, Procter n'avait aucune intention de procéder à un siège comme il l'avait fait à Fort Meigs. L'artillerie et les canonnières britanniques ont commencé à pilonner le fort mais avec peu d'effet. Le 2 août, Procter a ordonné un assaut d'infanterie. Croghan a ordonné aux défenseurs de ne pas tirer jusqu'à ce que les assaillants soient à portée. Une fois à portée, la garnison a ouvert le feu avec l'artillerie du fort. L'attaque a échoué, Procter a réessayé et échoué plusieurs fois. Manquant d'échelles d'escalade, Procter a finalement réalisé que les attaquants ne pourraient pas prendre le fort. Procter a battu en retraite, et les Amérindiens sont retournés sur le terrain tard dans la nuit pour évacuer les blessés.

## Résultat
La bataille a été une victoire pour les Américains. George Croghan a émergé de la bataille comme un héros et a été promu au rang de lieutenant-colonel. Procter et Harrison ont subi des critiques pour leur rôle dans la bataille. Les Britanniques ainsi que Tecumseh ont été de plus en plus conscients des lacunes de Procter. Harrison a été critiqué pour ne pas avoir fait un effort pour venir à l'aide du fort. Pourtant, les Britanniques ont été vaincus, et Procter s'est retiré au Canada. Dans les mois suivants, les Américains ont remporté des victoires décisives lors des batailles du lac Érié et de la rivière Thames.